# De Superjhemp

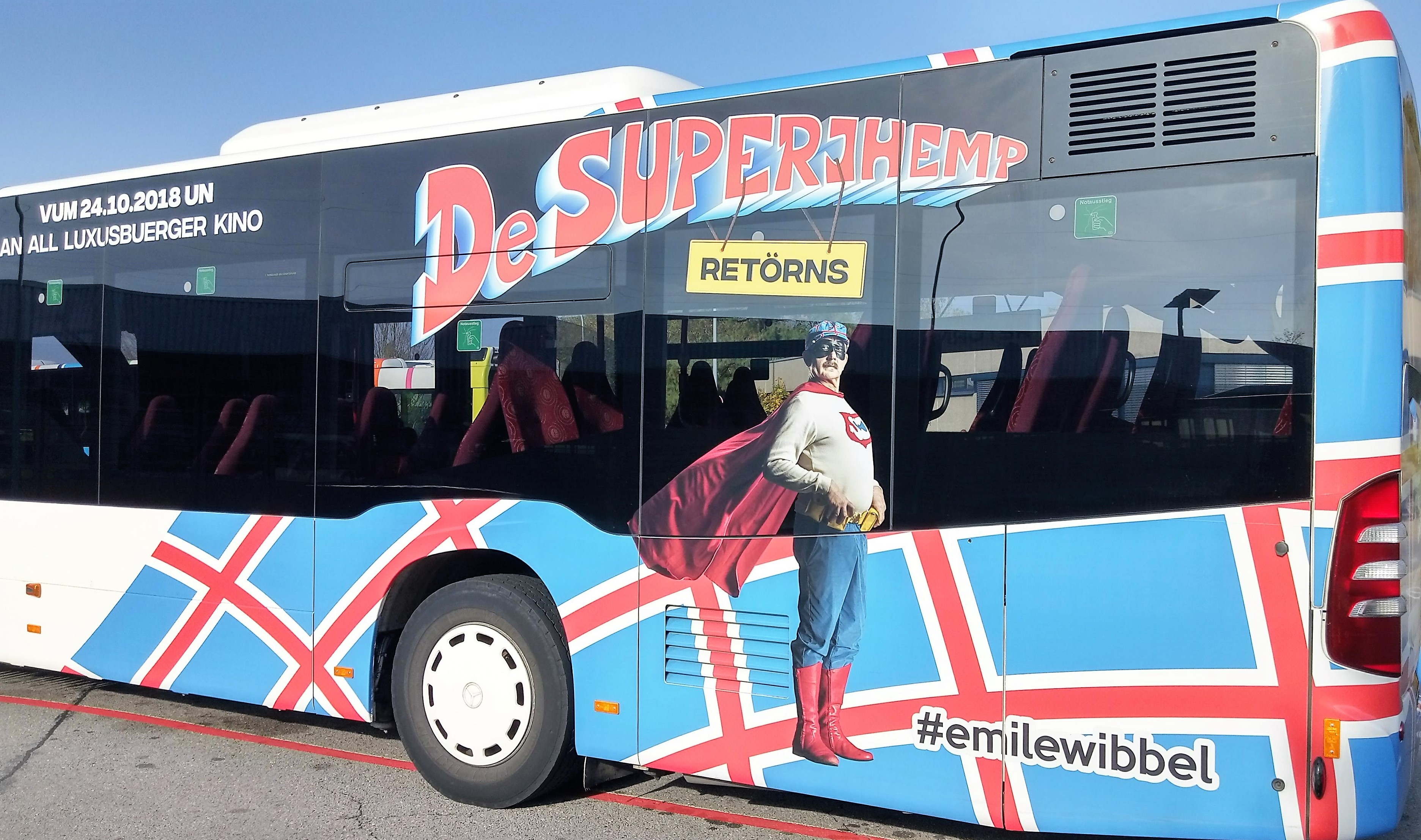
Een bus met reclame voor de film De Superjhemp retörns. (2018)

De Superjhemp is een Luxemburgse stripreeks getekend door Roger Leiner op scenario van Lucien Czuga. Er verschenen 29 albums.
De stripreeks is losjes gebaseerd op de stripreeks Superdupont van de Fransen Marcel Gotlib en Jacques Lob. In 2006 waren er 185.000 albums verkocht waarmee het toen de bestverkochte stripreeks van Luxemburg was. De verhalen zijn ook gebaseerd op de Luxemburgse actualiteit.

## Inhoud
De strip speelt zich af in het fictieve land Luxusbuerg. Hier leeft een zekere Charel Kuddel die in het geheim een superheld genaamd Superjhemp is.

## Geschiedenis
In de jaren 1970 kwam Lucien Czuga op het idee om een strip te maken over een Luxemburgse superheld. In 1986 ontmoette hij de tekenaar Roger Leiner. Hierop werkten ze samen aan cartoons en strips in het tijdschrift WeekEnd! en later ook in Revue. Vervolgens maakten ze samen strip waarvan het eerste verhaal van 1987 tot 1988 in Revue verscheen. Dat verhaal verscheen als album in 1988. Daarna verschenen er nog 28 albums. Het laatste album verscheen in 2014. Vervolgens verscheen er ook nog een spin-offstrip en een film.

## Albums
Er verschenen 29 albums in het Luxemburgs, maar deze werden niet vertaald in het Nederlands. Deze albums werden uitgegeven door Éditions Revue.
1. Géint de bommeléer (1988)
2. Dynamit fir d'dynastie (1989)
3. D'affär vum jorhonnert (1990)
4. Den dossier hexemeschter (1991)
5. Panik am studio 4! (1992)
6. Superjhemp contra Superjhemp (1993)
7. D'geheimnis vun der waliss (1994)
8. Requiem fir de Superjhemp (1995)
9. Operatioun grouss Botz (1996)
10. Geheimcode bloë stär (1997)
11. Aktioun réiserbunny (1998)
12. D'patte wech vum luxonit! (1998)
13. Terror ëm den troun (1999)
14. Lescht chance fir Luxusbuerg (2000)
15. Alarm am örozuch (2001)
16. S.O.S. cosa mia (2002)
17. D'aaxt vum béisen (2003)
18. De fluch vun der 23 (2004)
19. Countdown fir kachkéisien! (2005)
20. Déck mënz fir de prënz (2006)
21. An déi grouss gefor (2007)
22. Kids, kachkéis a kuddelmuddel! (2007)
23. De kinnek vun öropa (2008)
24. Cräsh am paradäis! (2009)
25. Géint de kriseriis! (2010)
26. Méga-menace fir de velos-ass! (2011)
27. Bëssegt blot blutt (2012)
28. Aventuren am schéine stär an aner geschichten (2014)
29. Amnesie fir d'monarchie (2014)

## Film: De Superjhemp retörns (2018)
In oktober 2018 verscheen er de Belgisch-Luxemburgse film De Superjhemp retörns gebaseerd op deze stripreeks. De film werd geregisseerd door Félix Koch. Het verhaal speelt zich enkele decennia af na de avonturen in de strips.

## Spin-off: De littel Superjhemp
De littel Superjhemp is een Luxemburgse stripreeks en is ook geschreven door Czuga en getekend door Leiner. De verhalen spelen zich af tijdens de kindertijd van het hoofdpersonage uit De Superjhemp en het is daarmee een spin-off van deze stripreeks. Er verschenen twee albums:
1. ...vu cliquen, klucken a klacken! (2013)[2][3]
2. ...vu geessen, gussen a gaassebouwen!! (2016)[4][5]